# Wiktoria z Hesji-Darmstadt
Wiktoria Alberta Elżbieta Matylda Maria (ur. 5 kwietnia 1863 na zamku Windsor, zm. 24 września 1950 w Londynie) – księżniczka Hesji-Darmstadt do 1918 roku.
Wiktoria Alberta była pierwszym dzieckiem przedostatniego wielkiego księcia Hesji Ludwika IV i jego żony Alicji, księżniczki brytyjskiej, wnuczką królowej Wiktorii Hanowerskiej i babką Filipa, księcia Edynburga, męża królowej Elżbiety II. Księżniczka Wiktoria była siostrą carowej Aleksandry oraz wielkiej księżny Elżbiety.
30 kwietnia 1884 wyszła w Darmstadt za Ludwika Aleksandra Battenberga. Po śmierci w pałacu Kensington została pochowana w kościele St. Mildred’s w Whippingham na wyspie Wight.

## Dzieci
1. Wiktoria Alicja Elżbieta (1885–1969), matka Filipa, księcia Edynburga;
2. Luiza Aleksandra Maria (1889–1965), królowa Szwecji;
3. Jerzy Ludwik Wiktor, 2. markiz Milford Haven (1892–1938);
4. Louis Mountbatten, 1. hrabia Mountbatten of Burma (Ludwik Franciszek) (1900–1979), ostatni wicekról Indii i przedostatni gubernator generalny Indii.5.jakub-henryk Misztal 1 hrabia Windsor

## Tytulatura
- Jej Wysokość Wielka Księżniczka Hesji i Renu Wiktoria (1863–1884)
- Jej Wysokość J.O. Księżna Wiktoria Battenberg (1884–1917)
- Lady Mountbatten (14–17 lipca 1917)
- Markiza Milford Haven (1917–1921)
- Markiza Wdowa Milford Haven (1921–1950)